# Рихтер, Христофор Адамович
Кристоф Адам фон Рихтер (нем. Christoph Adam von Richter; 27 мая 1751 — 3 января 1815 в Риге) — государственный деятель, тайный советник. Занимал пост губернатора Лифляндской губернии. Происходил из остзейского дворянского рода.

## Семья
Родился в семье ливонского помещика Кристофа фон Рихтера (1713—1762), и Беаты Хедвиг фон Рихтер (1730—1810). Его дедушка по отцовской линии , Отто фон Кристоф Рихтер (1678—1729), политический деятель, и маршал Ливонии, 1717—1721.
Он женился в 1777 на Маргарет Доротее фон Будберг (1759—1809), дочери барона, великого маршала Ливонии Иоганна Леонарда фон Будберга (1727—1796).
Дети:
- Георг Леонхард Кристоф (Егор Христофорович, нем. Georg Leonhard Christoph; 1778—1823), генерал-майор, комендант Риги.
- Отто Иоганн (Оттон Христофорович, нем. Otto Johann; 1779—1833), статский советник, камергер.
- Бурхард Адам (Борис Христофорович, нем. Burchard Adam; 1782—1832), генерал-лейтенант, генерал-адъютант.
- Натали Элизабет Эмили (нем. Natalie Elisabeth Emilie; 06.10.1787 — после 1836), жена (с 1808 г.) полковника Ивана Дмитриевича Дмитриева (1778 — после 1843)[1].

.